# گره کمر
گره کمر یا گره دوحلقه‌ساز، گرهی است متشکل از دو حلقه برای بالا بردن ایمنی در نگه داشتن یا کشیدن یا نجات دادن فرد که در آن یکی از حلقه‌ها به دور کمر و در زیر بازوان محکم می‌شود و از حلقهٔ دیگر به‌عنوان نشیمن استفاده می‌شود.

## روش گره زدن

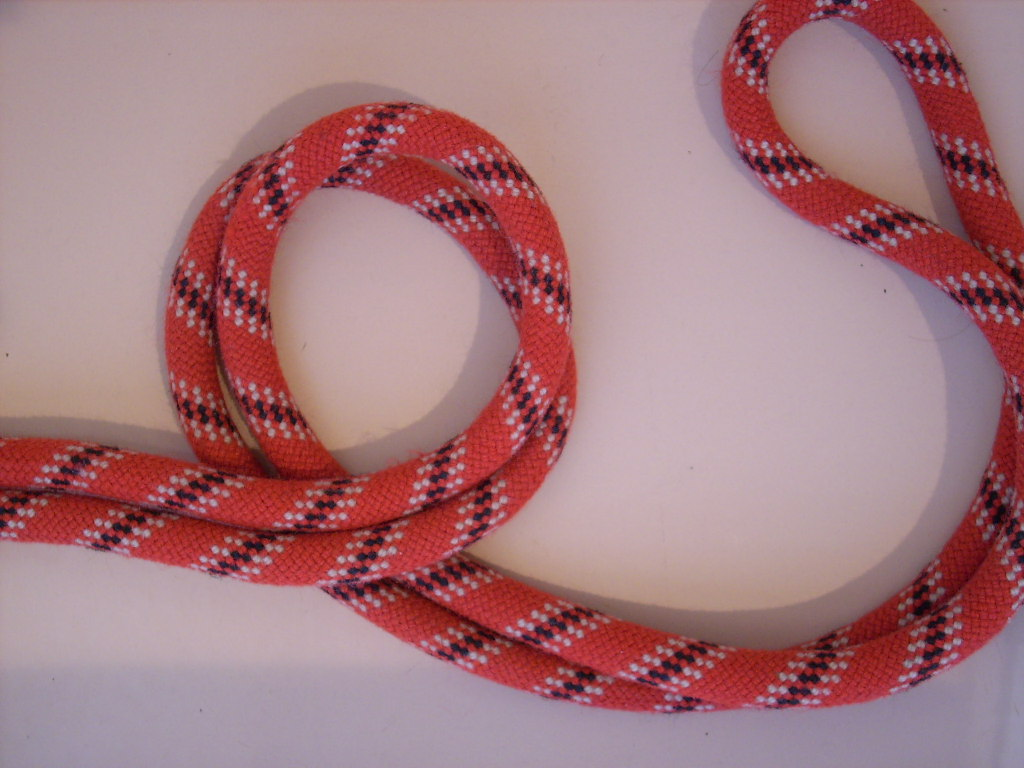
1
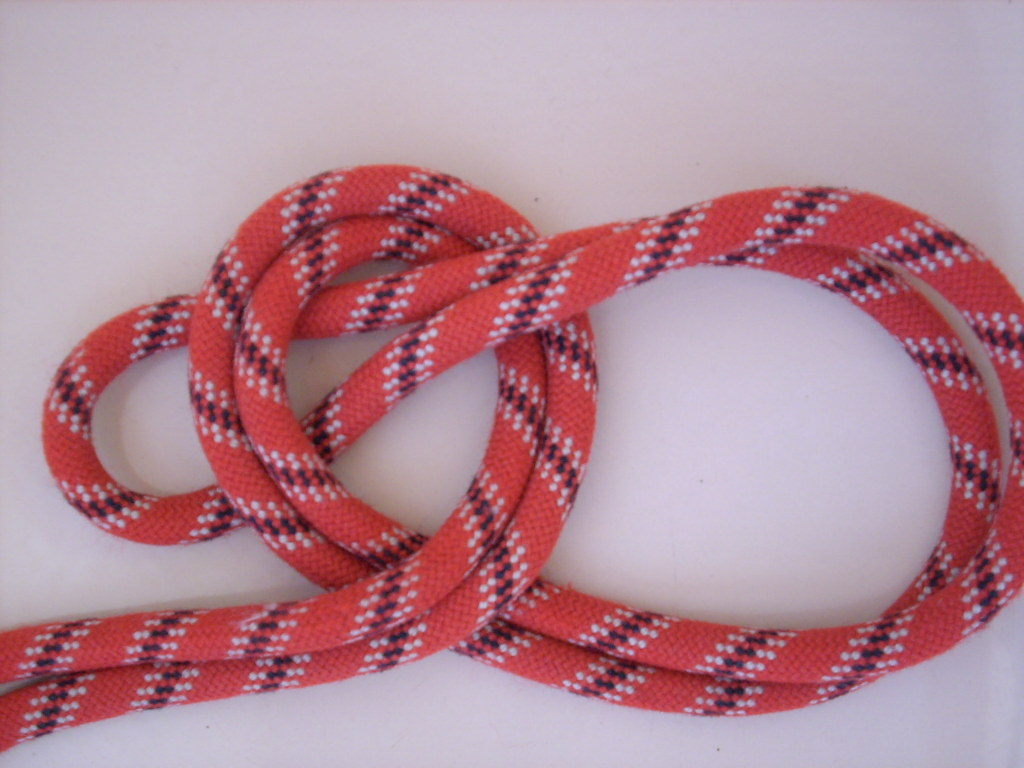
2
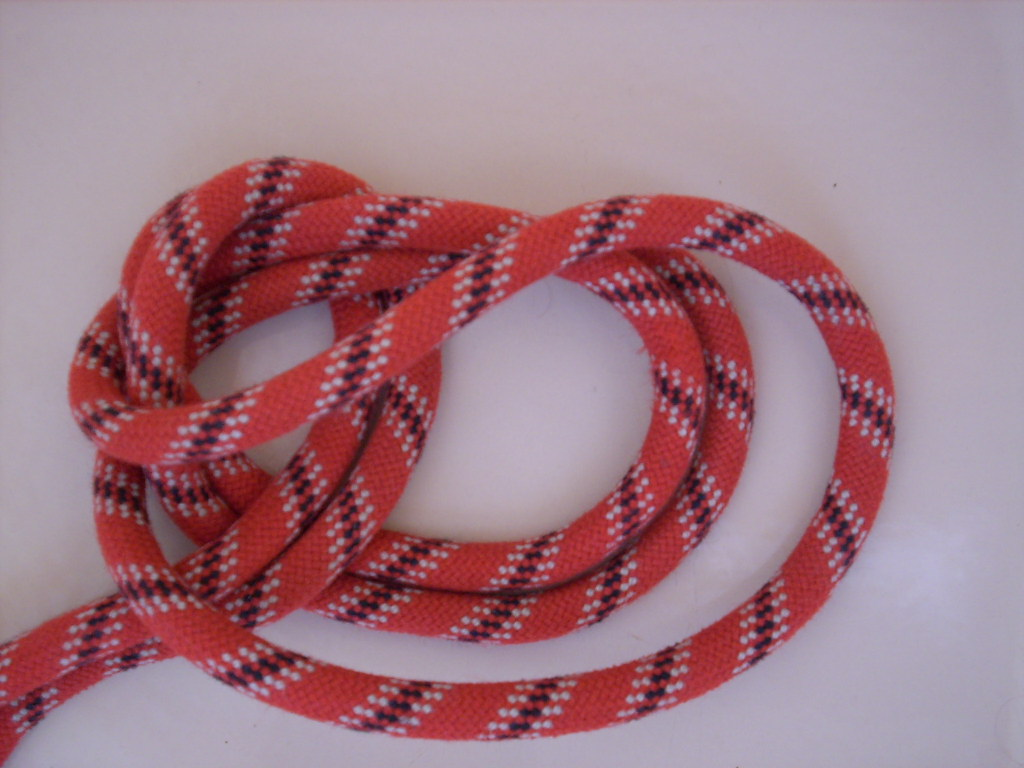
3
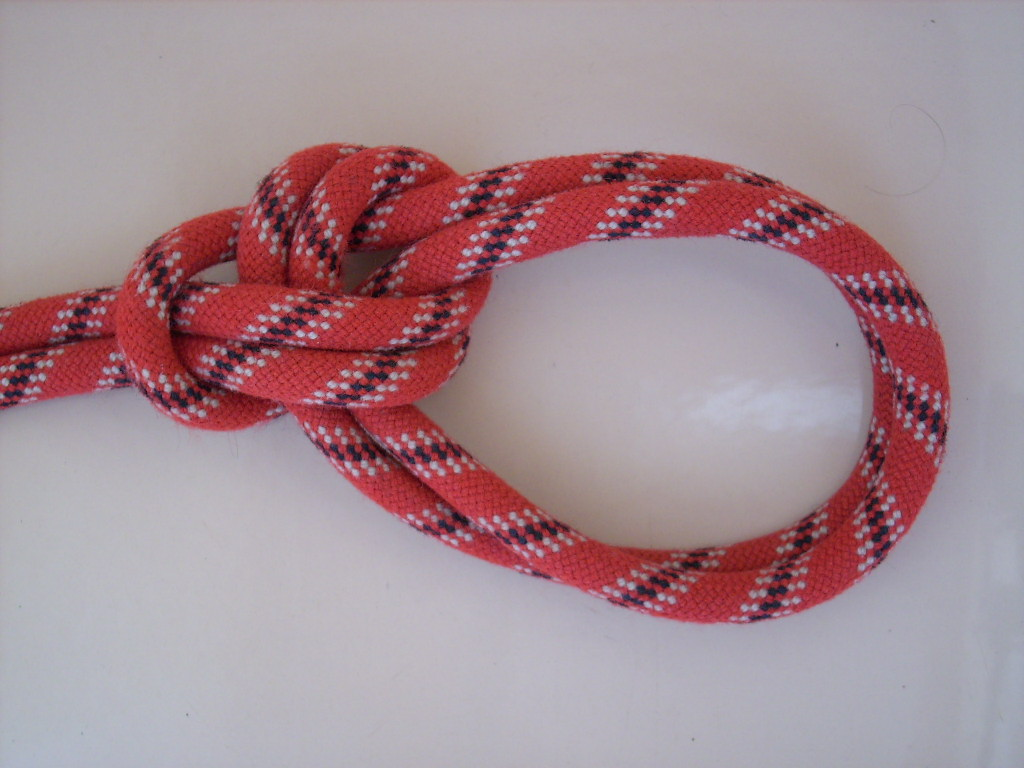
4